# Arteche
Arteche è una municipalità di quinta classe delle Filippine, situata nella Provincia di Eastern Samar, nella Regione del Visayas Orientale.
Arteche è formata da 20 baranggay:
- Aguinaldo
- Balud (Pob.)
- Bato (San Luis)
- Beri
- Bigo
- Buenavista
- Cagsalay
- Campacion
- Carapdapan
- Casidman
- Catumsan
- Central (Pob.)
- Concepcion
- Garden (Pob.)
- Inayawan
- Macarthur
- Rawis (Pob.)
- Tangbo
- Tawagan
- Tebalawon